# This Could Be Heartbreak
This Could Be Heartbreak ist das fünfte Studioalbum der australischen Post-Hardcore-Band The Amity Affliction, welches am 12. August 2016 über UNFD in Australien und über Roadrunner Records weltweit veröffentlicht wurde.

## Hintergrund
Bereits im November des Jahres 2015 veröffentlichte die Gruppe mit dem Lied Shine On ihr erstes neues Material seit dem vierten Studioalbum Let the Ocean Take Me, welches im Jahr 2014 auf den Markt kam. Bis zum 18. Mai 2016 blieb unklar, ob das Lied ein erster Vorgeschmack auf das neue Album werden würde. Nachdem die Gruppe das Album am 18. Mai 2016 für den 12. August 2016 ankündigte und die Titelliste bekanntgab, stand fest, dass das Lied eine Standalone-Single darstellen sollte. Stattdessen wurde mit I Bring the Weather With Me am Tag der offiziellen Albumankündigung die erste offizielle Single herausgegeben. Einen Tag später begann die Vorbestellungsphase für das Album.
Das Album wurde von Will Putney aufgenommen, welcher bereits in der Vergangenheit mit der Band zusammengearbeitet hat. Am 11. Juli 2016 wurde mit dem nach dem Album benannten Lied die zweite Single veröffentlicht. Am 9. August 2016, drei Tage vor Veröffentlichung des Albums, wurde mit All Fucked Up ein weiteres Lied vorab veröffentlicht. Das Album erschien schließlich am 12. August 2016.

## Titelliste
| #   | Titel                       | Länge |
| --- | --------------------------- | ----- |
| 1.  | I Bring the Weather With Me | 4:36  |
| 2.  | This Could Be Heartbreak    | 3:53  |
| 3.  | Nightmare                   | 3:47  |
| 4.  | Tearing Me Apart            | 3:47  |
| 5.  | O.M.G.I.M.Y.                | 4:51  |
| 6.  | All Fucked Up               | 3:49  |
| 7.  | Fight My Regret             | 3:37  |
| 8.  | Some Friends                | 3:34  |
| 9.  | Wishbone                    | 3:45  |
| 10. | Note to Self                | 3:53  |
| 11. | Blood in My Mouth           | 5:15  |

## Promotion
Um das Album bewerben zu können, hat die Gruppe für August eine Albumveröffentlichungstournee durch Australien gebucht. Die Ankündigung der Tournee fand am Tag der Albumbekanntmachung am 18. Mai 2016 statt. Die Tournee beginnt am 19. August 2016 in Brisbane und sollte ursprünglich am 31. August 2016 nach drei gespielten Konzerten in Melbourne enden. Allerdings war der Andrang auf die Konzerte dermaßen groß, sodass das Management beschloss, in jeder Stadt eine zweite Show am Folgetag anzuhängen, sodass die Konzertreise sechs Auftritte umfasst. Am 11. Juli 2016 wurde bekannt, dass die komplette Konzertreise in Australien ausverkauft ist.
Am 6. Juni 2016 wurde eine Tournee durch Nordamerika angekündigt. Diese startet am 10. September 2016 mit einem Auftritt auf dem High Elevation Festival in Denver, Colorado und endet am 22. Oktober 2016 in Pomona, Kalifornien. Die Konzertreise wird von Being as an Ocean, Hundredth und Trophy Eyes begleitet. Auf einzelnen Konzerten tritt außerdem die Band Deadships auf. Die Tournee führt zudem über mehrere Musikfestivals, darunter dem Houston Open Air, Rock Allegiance Festival, dem Sonic Boom Festival und dem Louder Than Life Festival. Zwischen dem 29. November und dem 22. Dezember 2016 folgt anschließend eine Europatournee, die unter anderem durch Deutschland, Spanien, Frankreich, Belgien, Skandinavien, Österreich und das Vereinigte Königreich führt. The Amity Affliction tourte bereits am 28. Mai und dem 2. Juli 2016 im Rahmen einer Festivaltournee durch mehrere Staaten Europas. Darunter spielte die Band auf mehreren Musikfestivals, darunter bei Rock im Park, auf dem Slam Dunk Festival, beim Graspop Metal Meeting, auf dem Vainstream, Greenfield, Nova Rock, dem Hellfest, auf dem Download-Festival und dem With Full Force, wobei der Auftritt bei Rock am Ring aufgrund von mehreren Unwettern abgesagt werden musste. Allerdings wurde auf dieser Tournee kein Lied aus This Could Be Heartbreak aufgeführt.

## Erfolg

### Kommerziell
Mike Hohnen vom australischen Online-Musikmagazin MusicFeeds ging von der Tatsache, dass die letzten beiden Vorgänger-Werke Chasing Ghosts und Let the Ocean Take Me jeweils Platz 1 in den australischen Albumcharts belegt haben aus, dass auch This Could Be Heartbreak ein Nummer-Eins-Album in Australien werden könnte. Die Meldung, dass die komplette Australien-Tournee im August bereits ausverkauft ist, bestärkte ihn in dieser Annahme. Tatsächlich stieg This Could Be Heartbreak in der Woche zum 22. August 2016 an der Spitze der australischen Albumcharts ein.
Das Album stieg in der Woche zum 19. August 2016 erstmals in den deutschen und britischen Albumcharts ein, wo es auf Platz 29 bzw. 51 geführt wurde. Wie der Vorgänger schaffte This Could Be Heartbreak den Einstieg in den neuseeländischen Charts, wo es auf Platz 32 landete. Das Album erhielt auch erstmals eine Notierung in den belgischen Albumcharts, wo es in der Woche zum 20. August 2016 mit Platz 145 seine Höchstposition erreichte. In Schottland landete das Album auf Platz 13. Etwas später folgten Chartnotierungen in Österreich und in der Schweiz.

## Kritiken
Matt Doria vom australischen Blunt Magazine schreibt, dass das Album im Vergleich zum Vorgänger Let the Ocean Take Me deutlich düsterer daher kommt. Allerdings ist er der Meinung, dass das Album im Gegensatz zum Vorgänger wesentlich schwächer sei, auch wenn er betont, dass This Could Be Heartbreak ein gutes Album ist. Gavin Britton vom australischen Rolling Stone beschrieb manche Lieder aus dem Album als catchy und heavy. Die Songtexte handeln über Themen wie Depression und Suizid. Gerade wegen des stagnierenden musikalischen Klangs als auch des großartigen Gesangs von Ahren Stringer könnte die Band weitere Hits einheimsen und ausverkaufte Tourneen bespielen. Bei Alternative Press heißt es, dass die Gruppe wirklich depressive Liedtexte im Refrain nach Pop-Punk und aufhellend klingen lasse. Die Band zeige ihre ganze Stärke wenn sie sich von ihrer harten Zeiten zeige. Der guttural vorgetragene Gesang und der Metalcore-Klang spiegele ihre dunkle, filmische und unheimliche Natur wider.
Pascal Irmer vom FUZE Magazine schreibt, dass die Gruppe auf altbewährte Formeln setzt. So habe die Gruppe wieder mit Will Putney zusammengearbeitet, welcher bereits in der Vergangenheit mit der Band arbeitete. Zudem verarbeite die Band harte Riffs und melodischem Gesang, was auf diesem Album allerdings pop-punkiger als je zuvor herüberkomme. Vergleichbar sei die Musik auf This Could Be Heartbreak sogar mit A Day to Remember. Jan Hassenpflug von Laut.de schrieb eine ziemlich ernüchternde Kritik. Zwar habe das Wechselspiel aus geballter Aggression und hinreißenden Melodien einen Wiedererkennungswert erreicht, doch habe sich bereits beim Songwriting schnell Kalkül eingeschlichen, was gerade den Menschen in die Karten spielt, die den Metalcore zum Scheitern verurteilt sehen. Trotz des sensiblen Themas um Depression sei das Album sowohl musikalisch als auch inhaltlich erschreckend flach geraten. Zudem seien die Screamings monoton und die klar-gesungenen Liedpassagen gar komplett austauschbar. Der Autor kommt zum Schluss, dass eine talentierte Band mit dem zunehmenden Erfolg komplett den Faden verloren habe.